# Philip Morrison
Philip Morrison (Somerville, 7 novembre 1915 – Cambridge, 22 aprile 2005) è stato un fisico statunitense.

## Biografia
Ottenne un Bachelor of Science nel 1936 alla Carnegie Mellon University di Pittsburgh e un dottorato in fisica teorica all'Università di Berkeley nel 1940, discutendo la sua tesi con Robert Oppenheimer.
Nel 1942 fece parte del gruppo di scienziati che diressero il Progetto Manhattan, lavorando nei laboratori dell'Università di Chicago e di Los Alamos. Assistette al primo test di una bomba atomica (Trinity Test), partecipando al trasporto del plutonio fino al sito dell'esperimento. In seguito, dopo aver constatato di persona gli effetti devastanti causati dallo scoppio della bomba atomica su Hiroshima, militò attivamente contro la proliferazione delle armi nucleari e si iscrisse all'organizzazione con scopi etici Federation of American Scientists.
Negli ultimi giorni di guerra redasse una lettera assieme a Luis Álvarez e Robert Serber per lo scienziato giapponese Ryōkichi Sagane, con il quale aveva lavorato al Radiation Laboratory. La lettera fu appesa ai contenitori degli strumenti di registrazione che furono paracadutati a Nagasaki il 9 agosto 1945 dall'aereo The Great Artiste, subito dopo che BOCKSCAR ebbe sganciato la seconda bomba atomica della storia. La lettera di Álvarez, Morrison e Serber invitava Sagane a convincere i leader giapponesi ad arrendersi e porre così termine alla guerra.
Dal 1946 insegnò fisica teorica alla Cornell University e dal 1965 al MIT.
Nel 1959 Morrison e Giuseppe Cocconi pubblicarono sulla rivista Nature l'articolo "Searching for Interstellar Communications", proponendo l'uso delle microonde per comunicare a grandissime distanze. La loro indicazione di usare la frequenza della riga a 21 cm dell'idrogeno fu recepita dal SETI, che la usò nel programma di ricerca di segnali artificiali provenienti da sistemi planetari extrasolari.
Era sposato con Phylis Morrison, insegnante e autrice di articoli su diverse riviste, tra cui "American Scientist". Insieme scrissero il libro Powers of Ten, tradotto in italiano da Libero Sosio col titolo Potenze di dieci (Zanichelli, Bologna 1986).
Nel 1992 la Società Astronomica del Pacifico gli assegnò il Premio Klumpke-Roberts per i suoi meriti nel campo dell'astronomia.